# Junta governativa sergipana de 1889
A Junta governativa sergipana de 1889 foi um triunvirato formado por:
- Antônio José de Siqueira Meneses
- Vicente Luís de Oliveira Ribeiro[2]
- Baltasar Góis.

A junta assumiu o governo do estado em 17 de novembro, permanecendo no cargo até 13 de dezembro de 1889.